# Messier 77
Messier 77 (také M77 nebo NGC 1068) je spirální galaxie v souhvězdí Velryby. Objevil ji Pierre Méchain 29. října 1780. Je výrazným představitelem seyfertových galaxií, což je typ galaxií s aktivním galaktickým jádrem. Od Země je vzdálená přibližně 47 milionů ly.

## Pozorování

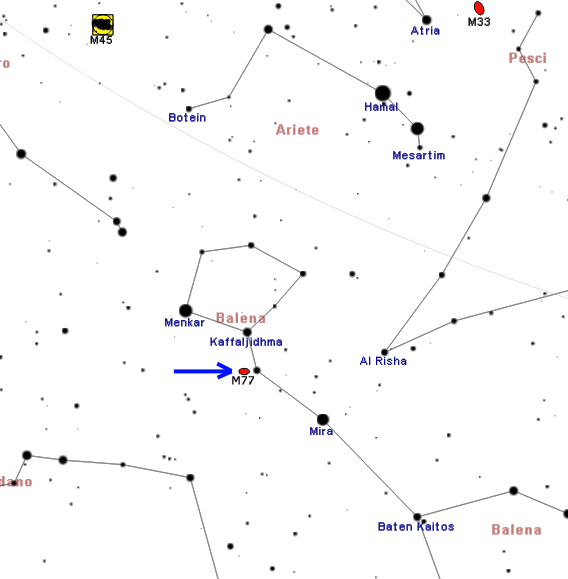
Poloha M 77 v souhvězdí Velryby

Leží asi 1° jihovýchodně od hvězdy 4. hvězdné velikosti δ Ceti. Za dobrých pozorovacích podmínek je viditelná i menšími dalekohledy, ve kterých se ukáže jako malá kulatá mlhavá skvrnka, ale náznaky spirální struktury jsou viditelné až pomocí většího amatérského dalekohledu. Blízko galaxie je vidět hvězda 9. hvězdné velikosti.
M77 je nejlépe pozorovatelná v prosinci.
0,5° severozápadně od M77 leží další galaxie NGC 1055, kterou je možné při malém zvětšení pozorovat v jenom zorném poli spolu s M77. NGC 1055 je součástí malé skupinky galaxií, ve které je M77 nejjasnějším členem. 1,5° severně od M77 leží ještě slabší galaxie NGC 1073, která má hvězdnou velikost 11 a je tedy viditelná středně velkými dalekohledy. Také tato galaxie je členem Skupiny galaxií M 77.

## Historie pozorování
Galaxii objevil Pierre Méchain 29. října 1780 a popsal ji jako mlhovinu. Charles Messier ji do svého katalogu přidal 17. listopadu 1780 jako hvězdokupu s mlhovinou, snad kvůli hvězdám, které je vidět v jejím popředí, nebo považoval jasné oblasti v jejích ramenech za slabé hvězdy. Přesto byla M77 mezi prvními 14 galaxiemi, které v roce 1850 William Parsons popsal jako „spirální mlhoviny“.
Zvláštní vlastností této galaxie je spektrum, které obsahuje široké spektrální čáry vyzařované obrovskými oblaky plynu, která se od jádra této galaxie vzdalují rychlostí několika stovek kilometrů za sekundu. Tuto vlastnost objevil Edward A. Fath v roce 1908 na Lickově observatoři a ještě přesnějším pozorováním spektra na Lowellově observatoři ji potvrdil Vesto Slipher v roce 1917. Později byla M77 označena za seyfertovu galaxii typu II a M77 je v této třídě galaxií nejbližším a nejjasnějším členem. Halton Arp zapsal M77 do svého katalogu zvláštních galaxií (Atlas of Peculiar Galaxies) jako spirální galaxii s nízkou plošnou jasností a s průvodcem na svém rameni.

## Vlastnosti

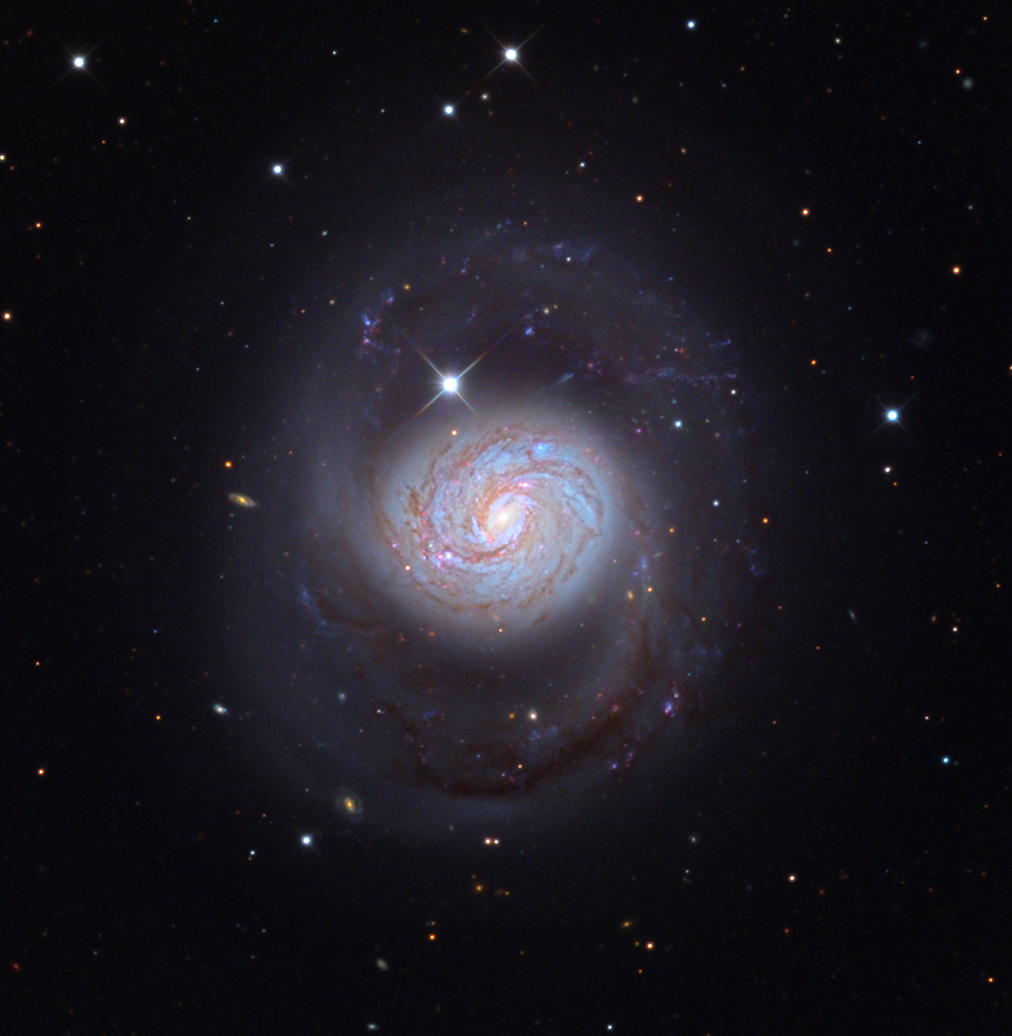
M77 na amatérském snímku. Autor: Adam Block

V aktivním galaktickém jádře M77 sídlí obří černá díra. Toto jádro je silným zdrojem rádiových vln, což v roce 1952 objevil Berbard Yarnton Mills, který tento zdroj označil jako Cetus A. Ve Třetím cambridgeském katalogu radiových zdrojů má galaxie označení 3C 71. Oblast jádra M77, která je zodpovědná za seyfertovou aktivitu, má hmotnost kolem 10 milionů hmotností Slunce.
Tato velkolepá galaxie patří mezi největší objekty v Messierově katalogu. Její jasná část má průměr kolem 120 000 ly, ale vnější oblasti viditelné na snímcích mají průměr až 170 000 ly. Její vzdálenost od Země se odhaduje na 60 milionů ly, ale novější odhady se blíží hodnotě 47 milionů ly.
Hmotnost celé galaxie představuje asi 1 bilion sluncí.